# Staraja Dubrowa (obwód homelski)
Staraja Dubrowa (biał. Старая Дуброва; ros. Старая Дуброва, Staraja Dubrowa; hist.: ros. Дуброва, Dubrowa; pol. Dubrowa) – wieś na Białorusi, w obwodzie homelskim, w rejonie oktiabrskim, w sielsowiecie Oktiabrski, przy linii kolejowej Bobrujsk – Rabkor. Graniczy z Oktiabrskim.

## Historia
W XIX i w początkach XX w. położona była w Rosji, w guberni mińskiej, w powiecie bobrujskim. Po I wojnie światowej pod administracją polską, w Zarządzie Cywilnym Ziem Wschodnich, w okręgu mińskim, w powiecie bobrujskim. W wyniku traktatu ryskiego znalazła się w granicach Związku Sowieckiego. Od 1991 w niepodległej Białorusi.